# Warcq (Ardennes)
Warcq is een gemeente in het Franse departement Ardennes in de regio Grand Est en maakt deel uit van het arrondissement Charleville-Mézières. De gemeente telde 1.280 inwoners op 1 januari 2022.

## Geschiedenis
De gemeente werd op 22 maart 2015 opgenomen in het nieuwgevormde kanton Charleville-Mézières-1 nadat het kanton Mézières-Centre-Ouest, waar de gemeente tot dan toe onder viel, werd opgeheven.

## Geografie
De oppervlakte van Warcq bedraagt 9,19 vierkante kilometer; Op 1 januari 2022 was de bevolkingsdichtheid 139,3 inwoners per km².

De onderstaande kaart toont de ligging van Warq met de belangrijkste infrastructuur en aangrenzende gemeenten.

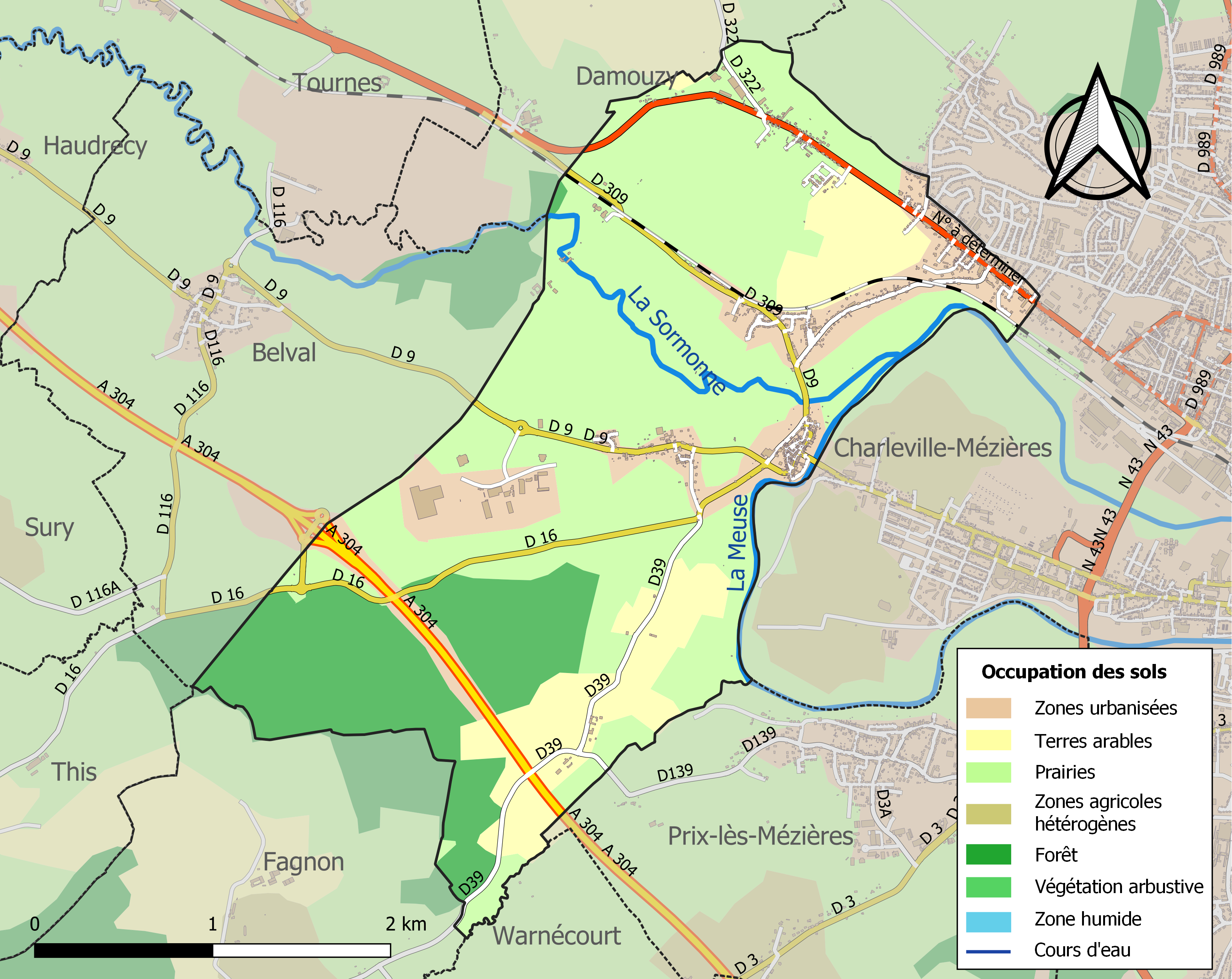

## Demografie
Onderstaande figuur toont het verloop van het inwonertal.
Vanwege een beveiligingsprobleem met de MediaWiki Graph-software is het momenteel niet mogelijk deze grafiek weer te geven. Zodra de software is bijgewerkt zal de grafiek vanzelf weer zichtbaar worden.